# ورزشگاه کنیلوورث رود
ورزشگاه کنیلوورث رود (انگلیسی: Kenilworth Road) یک ورزشگاه فوتبال در شهر لوتون، انگلستان است. این ورزشگاه که در سال ۱۹۰۵ تأسیس شده ۱۰٬۳۵۶ نفر ظرفیت دارد و ورزشگاه خانگی باشگاه فوتبال لوتون تاون محسوب می‌شود.

## نگارخانه

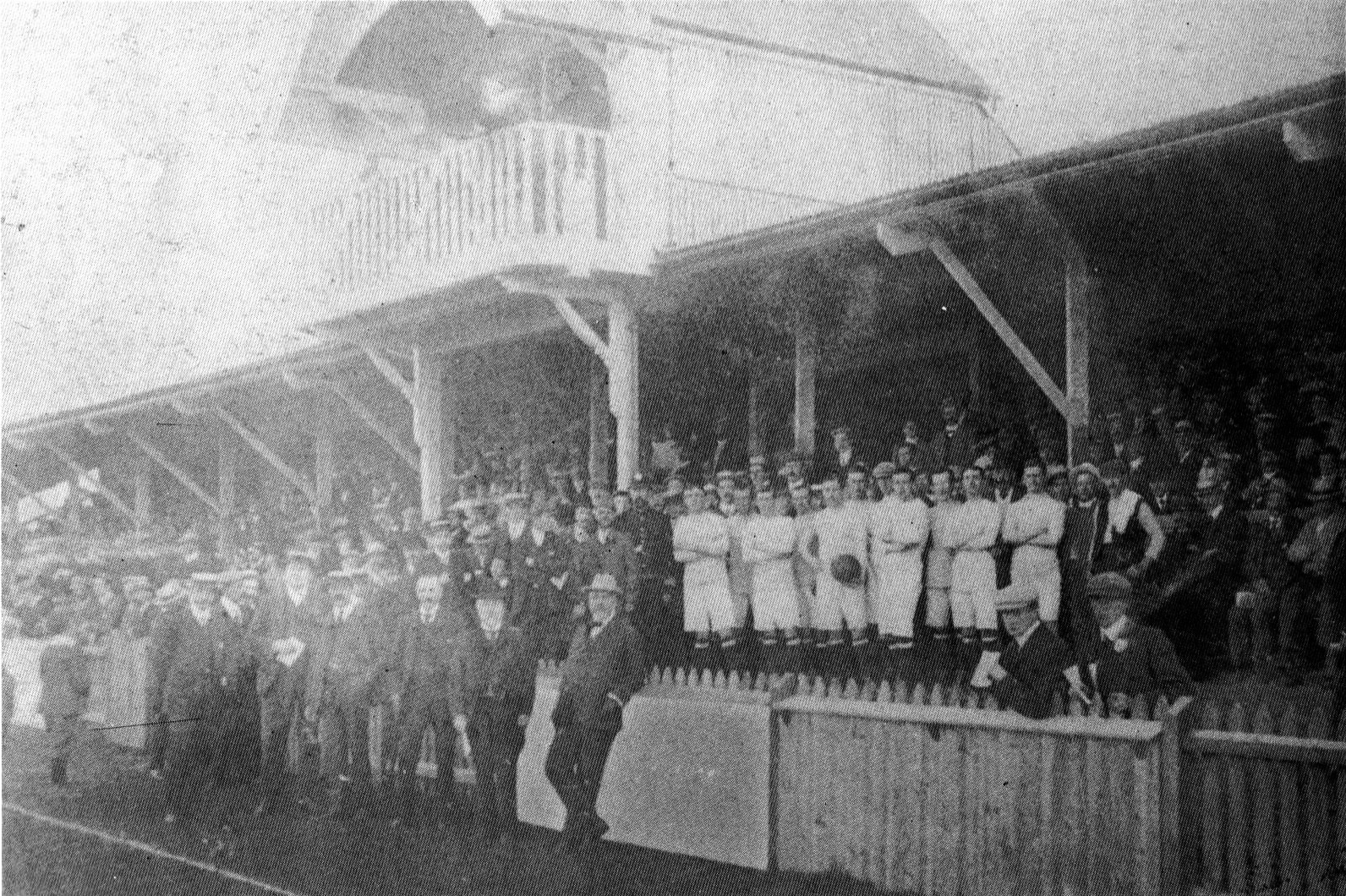
افتتاحیه، ۱۹۰۵
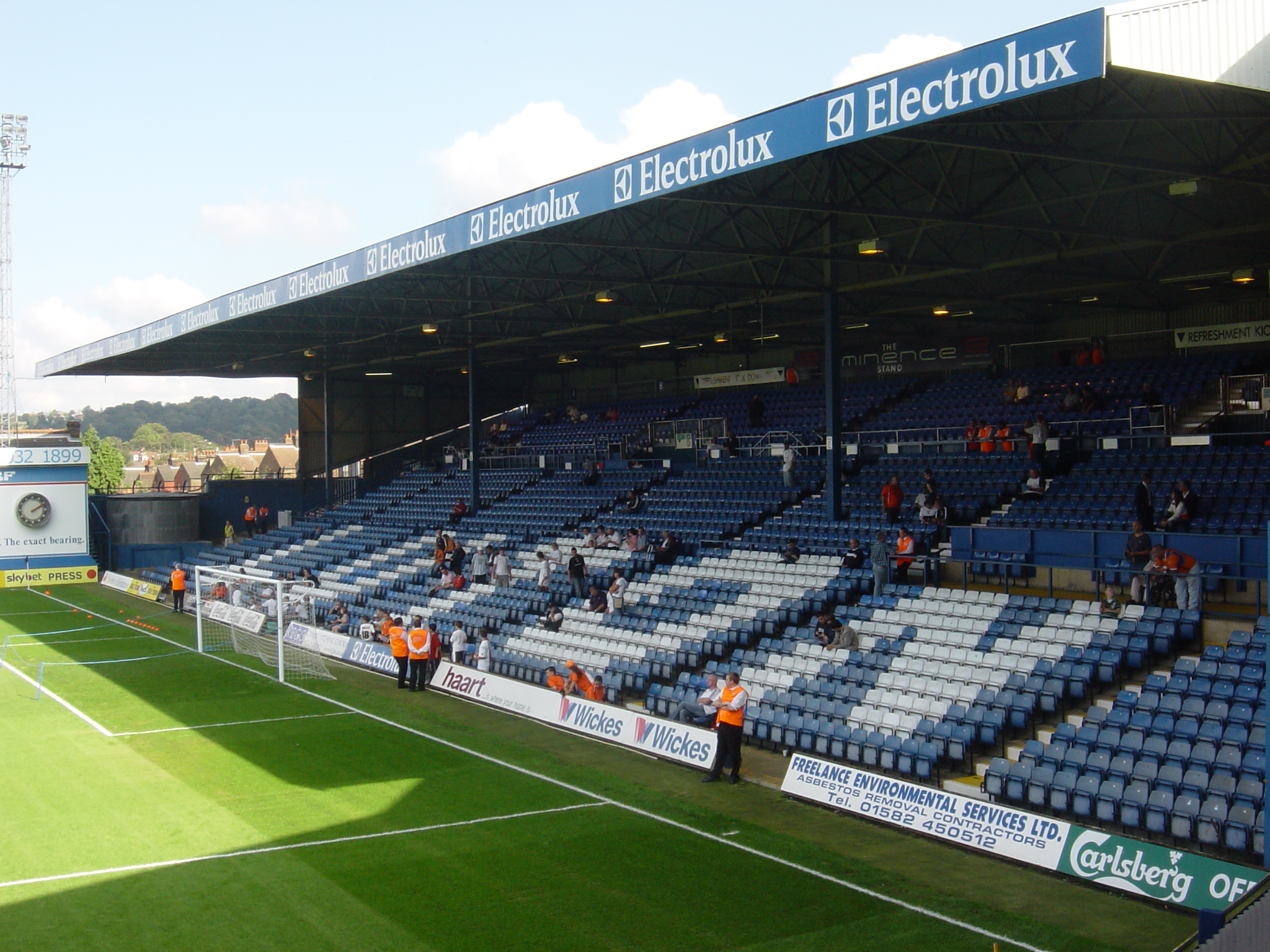
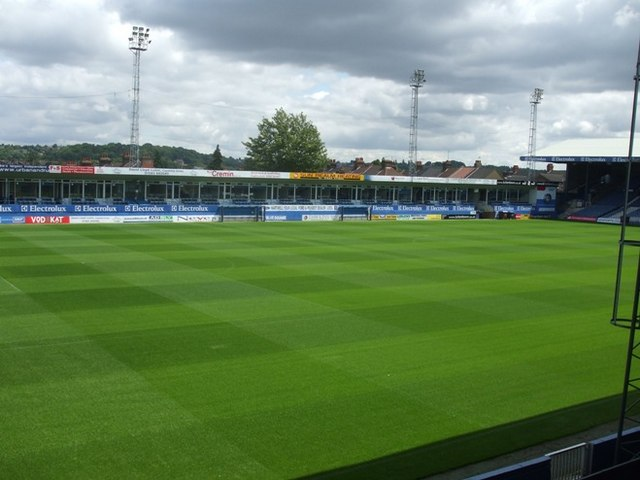
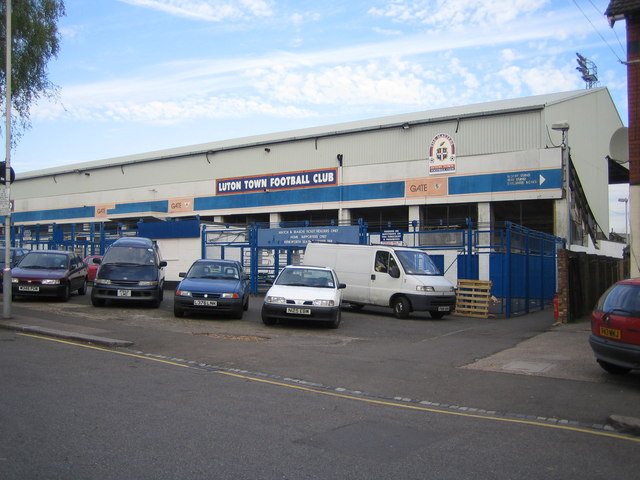